# Sinella tecta
Sinella tecta är en urinsektsart som beskrevs av Christiansen och Bellinger 1992. Sinella tecta ingår i släktet Sinella och familjen brokhoppstjärtar. Inga underarter finns listade i Catalogue of Life.